# Luca Peyron
Luca Giorgio Peyron (Torino, 31 marzo 1973) è un presbitero e saggista italiano.

## Biografia
Nato a Torino il 31 marzo 1973, nipote di Amedeo Peyron (sindaco) , dopo gli studi classici presso il Collegio San Giuseppe  si laurea in Giurisprudenza presso l'Università degli studi di Torino con il prof. Marco Ricolfi. Successivamente consegue l’abilitazione come consulente in proprietà industriale e svolge attività professionale come mandatario italiano e mandatario europeo presso l’Ufficio per l’Armonizzazione del mercato interno dell’Unione europea. Ha collaborato con l’Associazione Internazionale per la Protezione della Proprietà Intellettuale (AIPPI) e la cattedra di Diritto Industriale dell’Università degli Studi di Torino occupandosi tra i primi in Italia delle questioni inerenti al rapporto tra diritto industriale ed Internet .
Nel 2001 entra nel seminario arcivescovile di Torino. Consegue il baccalaureato in teologia presso la Pontificia facoltà teologica di Torino e viene ordinato presbitero il 16 giugno del 2007 per l'imposizione delle mani del cardinal Severino Poletto. Dopo cinque anni di ministero come vice parroco viene nominato nel 2012 direttore della pastorale universitaria dell'Arcidiocesi di Torino e lo rimane sino al 2025, assistente ecclesiastico della Federazione Universitaria Cattolica Italiana e vice direttore del Centro Diocesano Vocazioni. Nel 2014 consegue la licenza in Teologia Pastorale presso l’Università Pontificia Salesiana.
Dal 2014 al 2025 è stato responsabile della pastorale universitaria del Piemonte e della Valle d'Aosta  e membro della Consulta Nazionale della Cei per l'Educazione, Scuola ed Università.
È stato membro della Commissione Presbiterale Italiana presso la Conferenza Episcopale Italiana ed a diverse riprese del consiglio presbiterale e pastorale diocesano.
Dal 2021 è faculty fellows del Centro Nexa su Internet e Società del Politecnico di Torino  e dal 2022 fa parte del Consiglio scientifico  dello Humane Technology Lab (HTLAB) dell’Università Cattolica del Sacro Cuore.
Dal 2025 è responsabile della pastorale della cultura tecno scientifica dell'Arcidiocesi di Torino  

### Attività
Come giurista nell'ambito del diritto industriale ha affrontato in particolare i temi della natura giuridica dei domain names, di IP e concorrenza e della pubblicità ingannevole.
Come pastoralista ha dato vita a diverse iniziative utilizzando in particolare i new media considerate innovative come la prima piattaforma web per il volontariato universitario  nata sotto gli auspici di Papa Francesco  e da questi sostenuta.  e poi ampliata con diversi spin off  o il portale per gli studenti fuori sede .
Dirige dal 2015 la collana di spiritualità per universitari presso Effatà Editore  e cura dal 2016 la rubrica di pastorale universitaria per la rivista Note di Pastorale Giovanile della Elledici. Dal 2018 fa parte del comitato di redazione della rivista Vocazioni dell'Ufficio per la Pastorale Vocazionale della Conferenza Episcopale Italiana scrivendo anche per la rivista dei Rogazionisti sulla pastorale delle vocazioni Rogate ergo
Invitato al G7 Università tenutosi ad Udine nel 2017 in rappresentanza della pastorale universitaria italiana  tiene una relazione sul rapporto tra teologia ed innovazione digitale  che diviene, insieme alla pastorale universitaria, il suo principale campo di studio e divulgazione.   
Dal 2017 collabora con il corso in Direzione d'Impresa, Marketing e Strategia, ed i master universitari in Marketing, Sales & Digital Communication ed in Marketing, Sales & Management dell'Industria Alimentare dell’Università di Torino  ; insegna Teologia dell’Educazione presso IUSTO - Istituto Universitario Salesiano Torino Rebaudengo , Spiritualità dell'Innovazione presso l'Università degli Studi di Torino  e Teologia presso l’Università Cattolica del Sacro Cuore (Milano - Torino) 
Dal 2018 fa parte della dell'Associazione Teologica Italiana per lo Studio della Morale  tenendo la rubrica sull'innovazione digitale nella rivista dell'Associazione  in seno a Il Regno (rivista 1956).
Ha fondato e coordina dal 2019 il Servizio per l'Apostolato Digitale dell'Arcidiocesi di Torino, uno dei primi servizi a livello globale che si occupa della connessione tra digitale e fede. 
Ha svolto un ruolo centrale  nella candidatura  di Torino quale Centro Italiano per l'Intelligenza Artificiale poi assegnato dal Governo alla città subalpina.
Nel 2023 insieme al team del Servizio per l'Apostolato Digitale ha coordinato gli aspetti pastorali e culturali della prima missione spaziale nella storia della Chiesa Cattolica, denominata Spei Satelles 
Scrive con regolarità per Il Sole 24 Ore, Avvenire e l' HuffPost in lingua italiana su temi legati a tecnologia e società.

### Riconoscimenti
Gli è stato dedicato un asteroide, 141772 Lucapeyron.

### Curiosità
Ha interpretato una piccola parte nel film Fai bei sogni di Marco Bellocchio assumendo le vesti di un sacerdote.

## Opere
- Sconfinato. Nuove Cronache di cieli sereni, San Paolo Edizioni, 2025
- Cieli sereni. Trovare Cristo seguendo le stelle (e con l'uso di un telescopio), San Paolo Edizioni, 2023
- I diritti umani nella condizione digitale: un’opportunità di rilancio in AA VV Diritti umani e dignità nell'era della globalizzazione. Percorsi bioetici, Effatà, 2021
- Forme simboliche, liturgia e cultura digitale, in AA.VV a cura di Michele Olzi e Roberto Revello,Religioni & Media, Mimesis, 2021
- Tecnologia, Etica e società in AA.VV. a cura di Pier Davide Guenzi,Etica, per un tempo inedito, Vita e Pensiero, 2020
- Incarnazione digitale, Elledici, 2019.
- Elogio della generosità, Elledici, 2018
- Pensare con lode in AA. VV. La fede cristiana alla prova dei giovani, Glossa, 2018
- Per una pastorale universitaria, Elledici, 2016
- Vangelo per matricole, Effatà, 2015
- Una settimana con la Madonna Pellegrina, Shalom 2012